# 1996 TF7
1996 TF7 är en asteroid i huvudbältet som upptäcktes den 5 oktober 1996 av de båda japanska astronomerna Takeshi Urata och Yoshisada Shimizu vid Nachi-Katsuura-observatoriet.
Asteroiden har en diameter på ungefär 12 kilometer och den tillhör asteroidgruppen Eos.